# Neotephritis finalis
Neotephritis finalis is een vliegensoort uit de familie van de boorvliegen (Tephritidae). De wetenschappelijke naam van de soort is voor het eerst geldig gepubliceerd in 1862 door Loew.

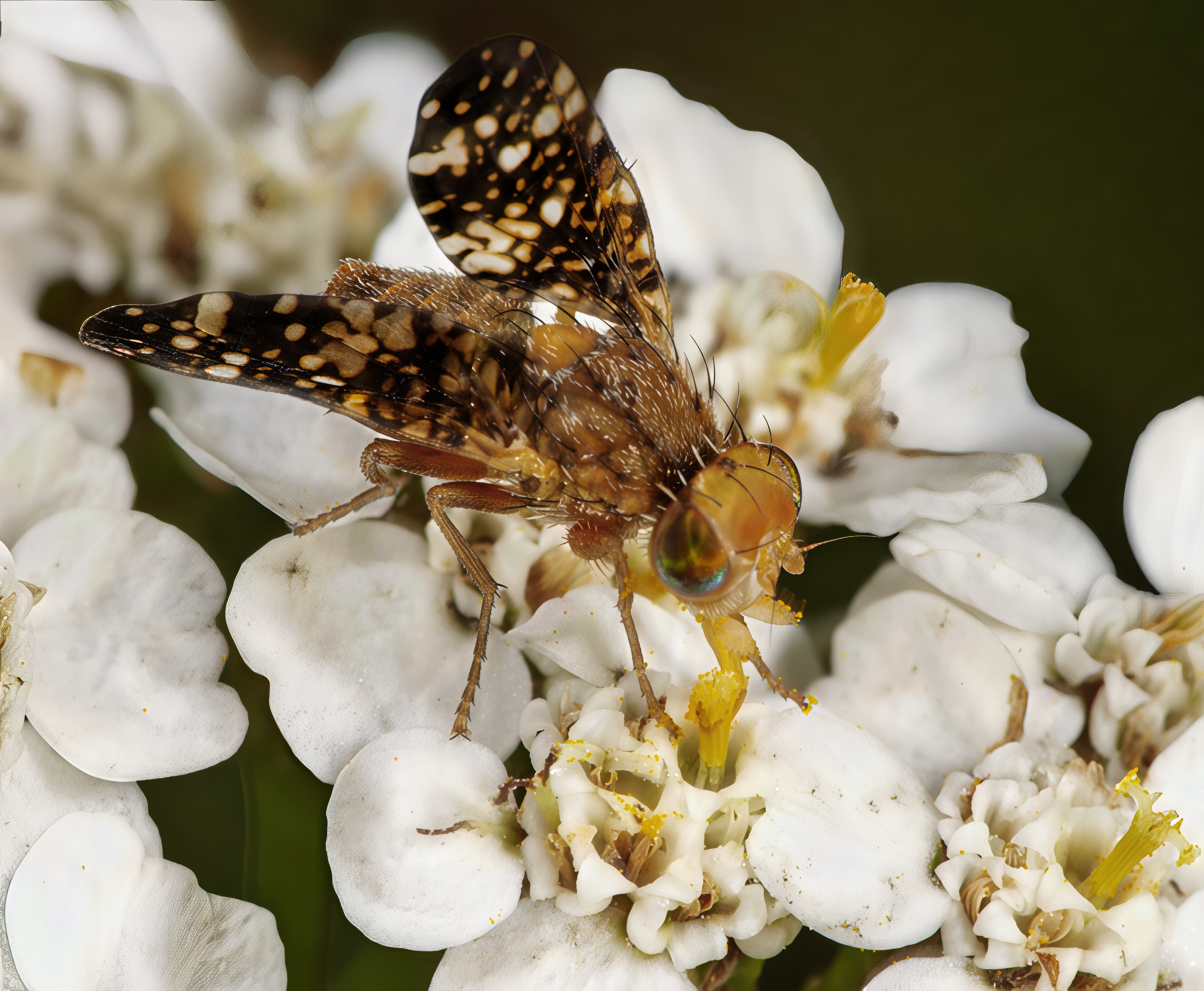
Neotephritis finalis - portret
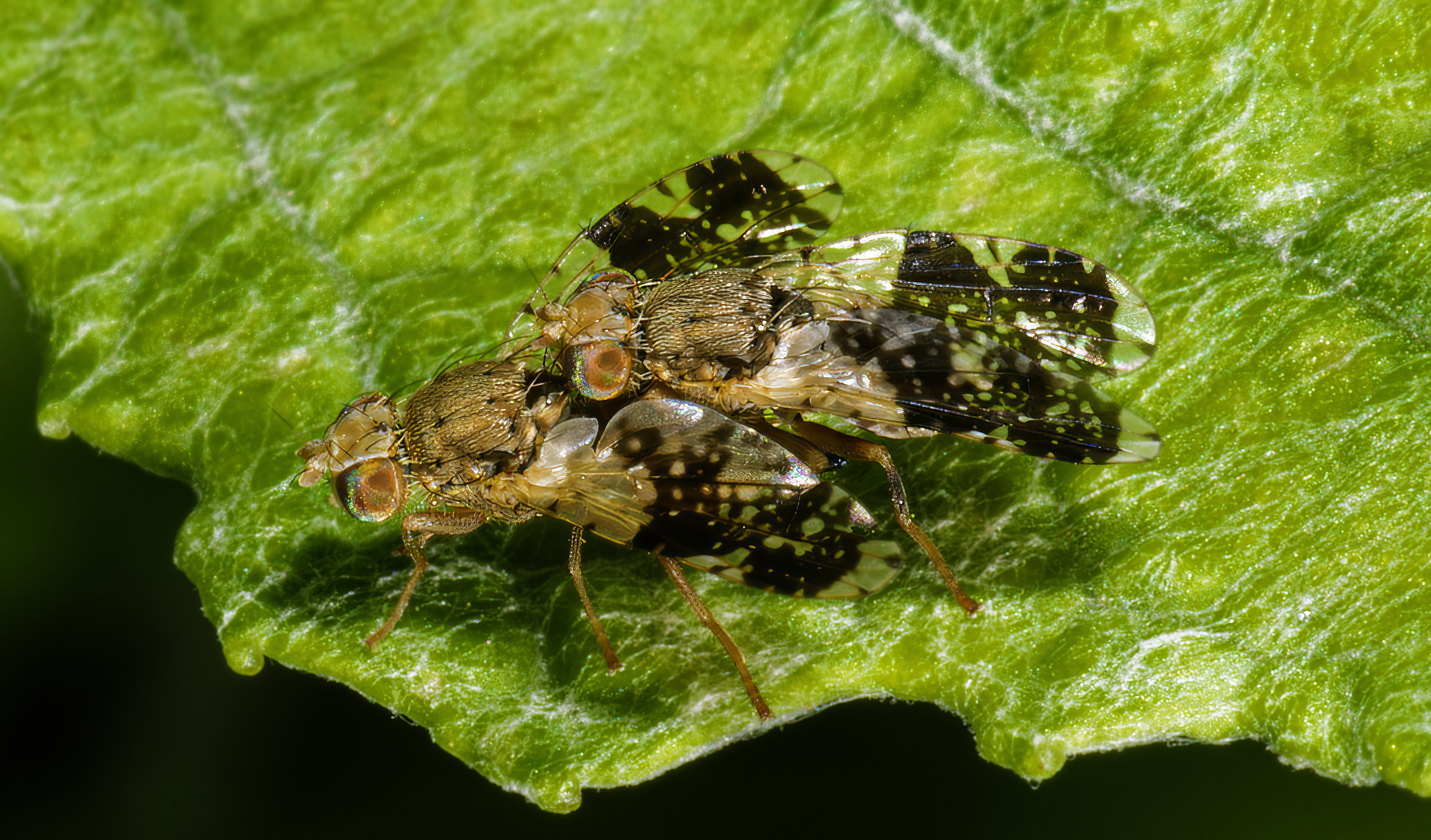
Neotephritis finalis - paring